# Phare de Vergi
Le phare de Vergi (en estonien : Vergi tulepaak ) est un feu situé dans la commune d'Haljala, sur la péninsule de Vergi, dans le Comté de Viru-Ouest, en Estonie, sur le golfe de Finlande.
Il est géré par l'Administration maritime estonienne ,.

## Histoire
En 1924, un premier phare pyramidale de trois mètres de haut, à diodes électroluminescentes, a été érigé sur la rive du petit port de Vergi pour remplacer une petite balise de 1917.
En 1936, une tour en béton armé blanc a été construit pour remplacer le premier phare.

## Description
Le phare  est une tour cylindrique blanche en béton de 10 mètres de haut, avec galerie et lanterne au toit noir. Il émet, à une hauteur focale de 11 mètres, un bref éclat blanc, rouge ou vert, selon secteur, toutes les 3 secondes. Sa portée nominale est de 7 milles nautiques (environ 13 km).
Identifiant : ARLHS : EST-058 ; EVA-080 - Amirauté : C-3872 - NGA : 12920 .

## Caractéristique duFeu maritime
Fréquence : 3 secondes (W/R/G)
- Lumière : 0.5 seconde
- Obscurité : 2.5 secondes

|                   |
| Golfe de Finlande |

|          |
| Le phare |

### Lien connexe
- Liste des phares d'Estonie